# دودوفيك أويني
دودوفيك أويني (بالإنجليزية: Dodovic Owiny)‏ (مواليد 8 مايو 1954) هو ملاكم أوغندي، مثّل بلاده في الألعاب الأولمبية الصيفية 1984.

## روابط خارجية
دودوفيك أويني على موقع أوليمبيديا (الإنجليزية)
- دودوفيك أويني على موقع اتحاد ألعاب الكومنولث (مؤرشف) (الإنجليزية)